# Gustav Kühn (Maler)
Rudolf Gustav Kühn (* 11. September 1872 in Guben; † 21. Juni 1951 in Rostock) war ein deutscher Kunstlehrer und Landschaftsmaler.

## Leben
Gustav Kühn studierte von 1889 bis 1894 an der akademischen Hochschule für Bildende Künste in Berlin, u. a. bei Woldemar Friedrich, Joseph Scheurenberg und Eugen Bracht. Nach 1897 bestandenem Examen zum Zeichenlehrer war er von 1899 bis 1903 in diesem Beruf sowie als Turnlehrer zunächst in Berlin und dann am Realgymnasium Frankenhausen (Kyffh.) tätig.
Im Juni 1903 kam Kühn als akademischer Lehrer für Zeichnen und Turnen an die Große Stadtschule nach Rostock, 1912 wechselte er an das dortige Realgymnasium. Zudem wurde er neben seiner schulischen Tätigkeit in den Rostocker Adressbüchern auch als Kunstmaler geführt. Kühn wirkte hauptsächlich als Landschaftsmaler und war mit seinen Werken mehrfach auf den Ausstellungen im Mecklenburgischen Landesmuseum in Schwerin vertreten. Die Bilder trugen Titel wie Nachmittag an der Warnow, Rostock, Garten, Heiligendamm, Strandpartie oder etwa 1939 in der Ausstellung zeitgenössischer mecklenburgischer Künstler Petritor in Rostock. Gustav Kühn war Mitglied der 1919 gegründeten Vereinigung Rostocker Künstler. Der letzte Hinweis auf den Maler ist die Angabe im Rostocker Adressbuch von 1949. Gustav Kühn verstarb 1951 in seinem 79. Lebensjahr in einer Rostocker Klinik.

„Ausgehend von einem gemäßigten Impressionismus steigert er seine Palette gern zu intensiver Farbglut, auffällige Beleuchtungseffekte in der Natur bevorzugend. Technisch hat er sich dabei einer tüpfelnden Manier zugewandt, die an den Pointilismus erinnert und dem Athmosphärischen der Seegebiete sehr gut gerecht wird.“

Gustav Kühn war in erster Ehe verheiratet mit Marie Margarethe Ida, geborene Hartmann (* 1861 in Quedlinburg; † 1935 in Rostock) und in zweiter Ehe ab 1936 mit Anna, geborene Brauckhoff (* 1905 in Wernigerode; † 1970 in Rostock). Der ersten Ehe entstammten die Tochter Ilse (1902–1945) und der Sohn Detlef Rudolf (1904–1974), später Oberlandesgerichtsrat in Berlin.
Der zweiten Ehe entstammten der Sohn Hans Ulrich (* 1939) und die Tochter Renate Anna Maria (* 1940).
Die Tochter Ilse war ab 1931 verheiratet mit dem Architekten Paul Korff in Laage in dessen zweiter Ehe. Beide waren die Trauzeugen bei der zweiten Ehe Gustav Kühns.